# 卢鲁德布布勒
卢鲁德布布勒（法語：Louroux-de-Bouble，法語發音：[luʁu də bubl]）是法国阿列省的一个市镇，位于该省南部偏西，属于蒙吕松区。

## 地理
卢鲁德布布勒（46°13'33"N, 2°58'40"E）面积16.87 平方千米，位于法国奥弗涅-罗讷-阿尔卑斯大区阿列省，该省份为法国中部省份，北起涅夫勒省、西北接谢尔省，西南至克勒兹省，南至多姆山省，东南临卢瓦尔省，东临索恩-卢瓦尔省。
与卢鲁德布布勒接壤的市镇（或旧市镇、城区）包括：希拉莱格利斯、库唐苏兹、埃沙西耶尔、韦尔尼斯、拉佩鲁斯。

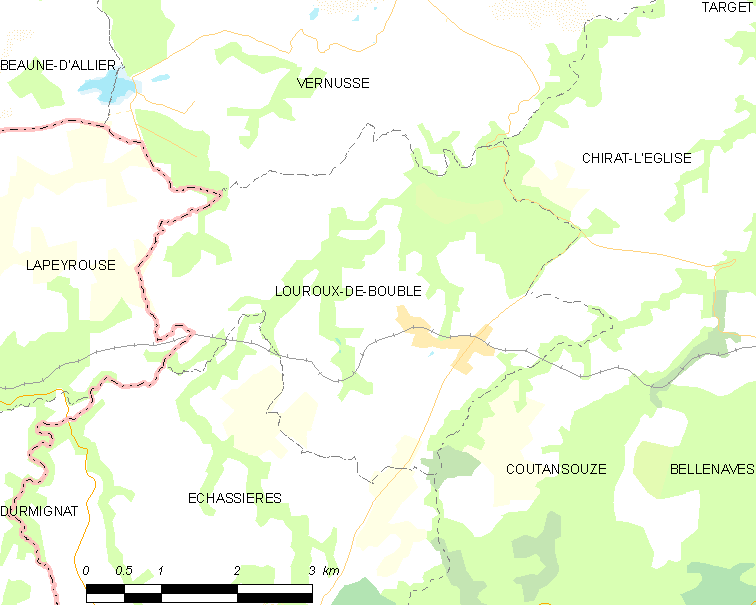
卢鲁德布布勒的OSM定位图

卢鲁德布布勒的时区为UTC+01:00、UTC+02:00（夏令时）。

## 行政
卢鲁德布布勒的邮政编码为03330，INSEE市镇编码为03152。

## 政治
卢鲁德布布勒所属的省级选区为加纳县。

## 人口

1962-2008年间卢鲁德布布勒人口变化图示

卢鲁德布布勒于2022年1月1日时的人口数量为228人。